# エテュセ
株式会社エテュセ（英: Et tu sais Co.,Ltd）は、化粧品などを販売する日本の株式会社であり、資生堂グループ会社。同社が販売する化粧品のブランド名でもある。
ettusaisというブランド名は、フランスの若い女性の間で使われる「et tu sais?（ね、ね、知ってる？）」という意味の話し言葉を由来としている。

## 歴史
1991年、資生堂グループによって設立された。エテュセの意味通りに、ほかの人にも教えてあげたい商品を開発してきた。30周年を迎える2020年にはデザイン、コンセプト、ラインナップ等をリニューアルし、「今から変わるよ、なりたい自分に。」をコンセプトに再スタートを切った。

## 種類
エテュセには「スキンケア」「ベースケア」「ポイントメーク」の種類がある。